# Medaillenspiegel der Olympischen Winterspiele 1964
Diese Tabelle zeigt den Medaillenspiegel der Olympischen Winterspiele 1964 in Innsbruck. Die Platzierungen sind nach der Anzahl der gewonnenen Goldmedaillen sortiert, gefolgt von der Anzahl der Silber- und Bronzemedaillen. Weisen zwei oder mehr Länder eine identische Medaillenbilanz auf, werden sie alphabetisch geordnet auf dem gleichen Rang geführt. Dies entspricht dem System, das vom IOC verwendet wird.
Im Riesenslalom der Frauen gab es zwei Zweit- und keine Drittplatzierte. Im 500-m-Eisschnelllauf der Männer wurden drei Silber- und keine Bronzemedaille vergeben. Die deutschen Paarläufer Marika Kilius und Hans-Jürgen Bäumler verloren ihre Silbermedaille wegen eines Verstoßes gegen den Amateurstatus, wurden aber 1987 rehabilitiert, womit es seither zwei Paare mit Silber- und eines mit einer Bronzemedaille gibt.

## Medaillenspiegel
| Platz | Mannschaft                      | Gold | Silber | Bronze | Gesamt |
| ----- | ------------------------------- | ---- | ------ | ------ | ------ |
| 01    | Sowjetunion (URS)               | 11   | 8      | 6      | 25     |
| 02    | Österreich (AUT)                | 4    | 5      | 3      | 12     |
| 03    | Norwegen (NOR)                  | 3    | 6      | 6      | 15     |
| 04    | Finnland (FIN)                  | 3    | 4      | 3      | 10     |
| 05    | Frankreich (FRA)                | 3    | 4      | —      | 7      |
| 06    | Gesamtdeutsche Mannschaft (EUA) | 3    | 3      | 3      | 9      |
| 07    | Schweden (SWE)                  | 3    | 3      | 1      | 7      |
| 08    | Vereinigte Staaten (USA)        | 1    | 2      | 4      | 7      |
| 09    | Kanada (CAN)                    | 1    | 1      | 1      | 3      |
| 10    | Niederlande (NED)               | 1    | 1      | —      | 2      |
| 11    | Großbritannien (GBR)            | 1    | —      | —      | 1      |
| 12    | Italien (ITA)                   | —    | 1      | 3      | 4      |
| 13    | Nordkorea (PRK)                 | —    | 1      | —      | 1      |
| 14    | Tschechoslowakei (TCH)          | —    | —      | 1      | 1      |
|       | Gesamt                          | 34   | 39     | 31     | 104    |